# ヴィーゼントタール
ヴィーゼントタール (ドイツ語: Wiesenttal) は、ドイツ連邦共和国バイエルン州オーバーフランケン行政管区のフォルヒハイム郡に属する市場町で、フレンキシェ・シュヴァイツの中心部に位置する。
ムゲンドルフやシュトライトベルクは、この地方の最も古い保養地で、1972年に他の集落とともに市場町ヴィーゼントタールに編入された。シュトライトベルク付近から典型的なフレンキシェ・シュヴァイツの風景が始まる。

## 地理

### 自治体の構成
この町は、公式には21の地区 (Ort) からなる。このうち孤立農場などを除く集落を以下に列記する。
| - アルバーツホーフ - ビルケンロイト - ドライゼンドルフ - エンゲルハルツベルク - ゲスマンスベルク - ムゲンドルフ - ノイドルフ - ニーダーフェレンドルフ | - オーバーフェレンドルフ - シュテルンホーフ - シュトライトベルク - トラインモイゼル - フォイゲンドルフ - ヴォールマンスゲゼース - ヴュステンシュタイン |  |

## 行政

### 議会
ヴィーゼントタールの議会は首長を含め14議席で構成される。

### 紋章
下部は、白と黒の四分割市松模様。上部は赤地と銀地で左右に分割。向かって左は、右上から左下に斜めに置かれた銀の鍵、向かって右は、赤いアンモナイト。

## 見所

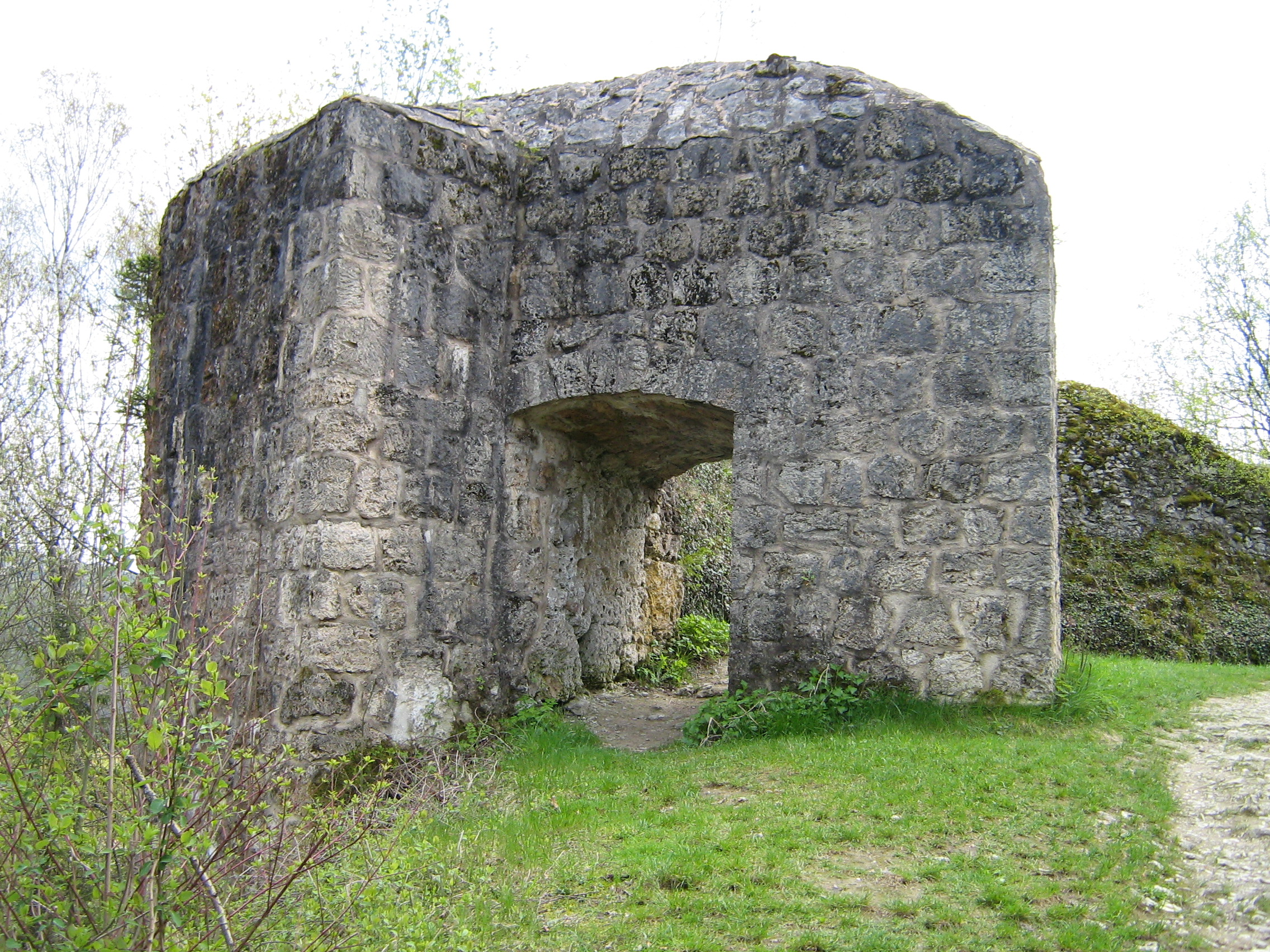
シュトライトブルク城趾の城壁跡

ヴィーゼント川の渓谷に位置する市場町ヴィーゼントタールの見所は、
- ビングヘーレ（鍾乳洞）
- ナイデック城趾
- シュトライトブルク城趾
- ヴォールマンスゲゼースのドルイデンハイン
- シュトライトベルクのアンモナイト博物館
- 保存鉄道線であるフレンキシェ・シュヴァイツ蒸気鉄道（DFS）は、1980年からヴィーゼントタールの鉄道路線を利用して、定期的に蒸気機関車の特別運行を行っている。通常の週末はディーゼル列車による運行である。

## 引用
1. ↑  https://www.statistikdaten.bayern.de/genesis/online?operation=result&code=12411-003r&leerzeilen=false&language=de Genesis-Online-Datenbank des Bayerischen Landesamtes für Statistik Tabelle 12411-003r Fortschreibung des Bevölkerungsstandes: Gemeinden, Stichtag (Einwohnerzahlen auf Grundlage des Zensus 2011)
2. ↑  Bayerische Landesbibliothek Online